# Paul Lindquist
Paul-Eric Lindquist, född 25 oktober 1964 i Oscars församling i Stockholm, är en svensk moderat politiker och var landstingsråd i Stockholms läns landsting 2014–2018 med ansvar för landstingets investeringar och fastigheter. Han var även styrelseordförande i Locum AB samt i Stiftelsen Clara.
Lindquist är gift och har två barn. Han är civilekonom från Uppsala universitet och har tidigare arbetat som säljare och marknadsförare på IBM (1989–1993). Han var 1993–2002 verksam vid Ericsson som produktchef och avdelningschef.
Mellan 2003 och 2014 var Lindquist kommunalråd och ordförande i kommunstyrelsen i Lidingö. Han har tidigare varit ordförande i tekniska nämnden (1989–1994) respektive i barnomsorgsnämnden (1995–1997).
Vid sidan av uppdraget som landstingsråd var Lindquist ledamot av Europeiska Regionkommittén och vice ordförande i dess ECOS-utskott samt vice ordförande i SKL International AB.
Mellan 2007 och 2014 var han ordförande i Käppalaförbundets styrelse, 2003–2007 ledamot i Länsarbetsnämndens styrelse och 2007–2012 polisstyrelsen i Stockholms län. Lindquist har även varit ledamot i den statliga LSS-kommittén som lade fram sitt betänkande 2008.